# Legnano (equip ciclista)

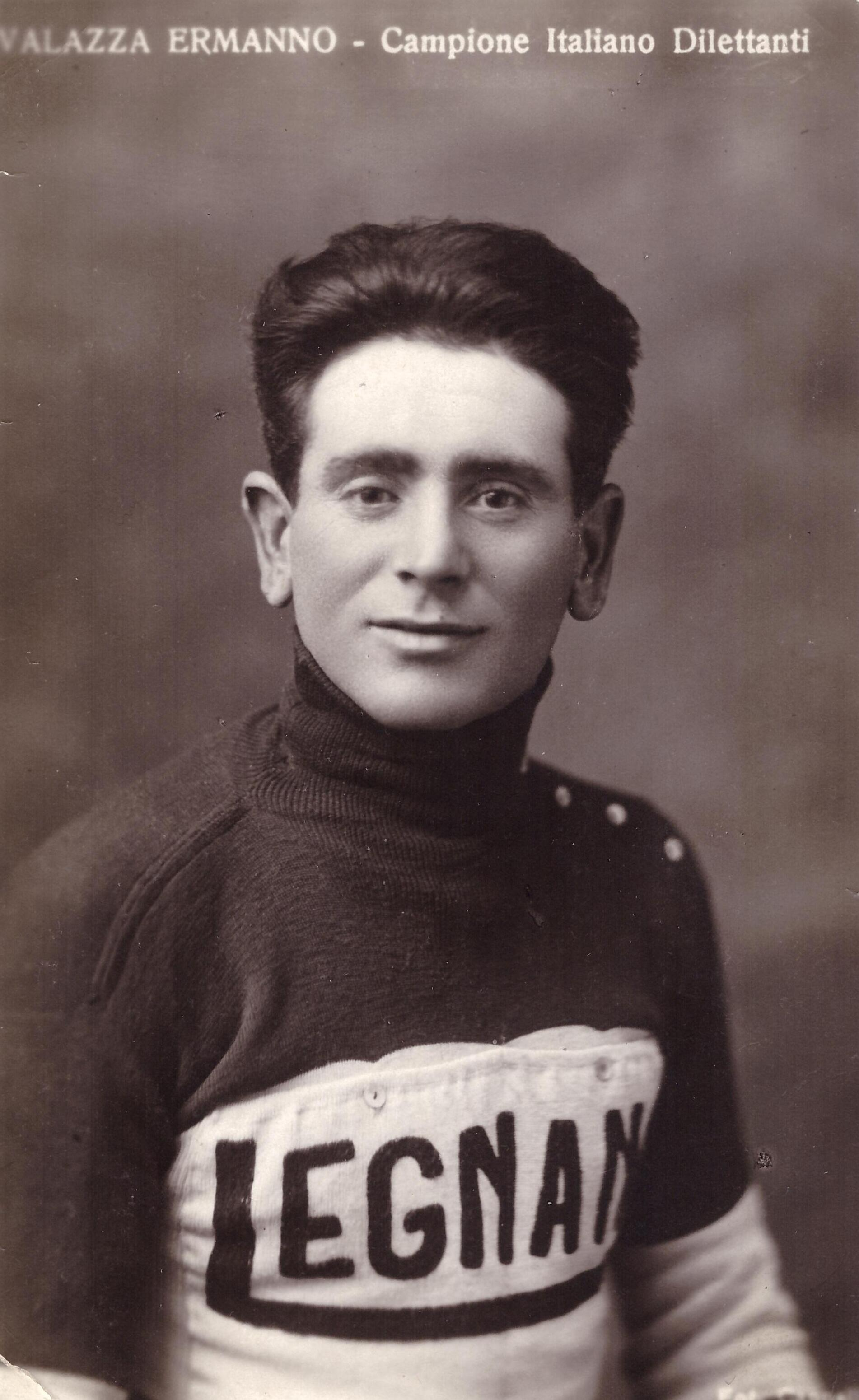
Ermanno Vallazza

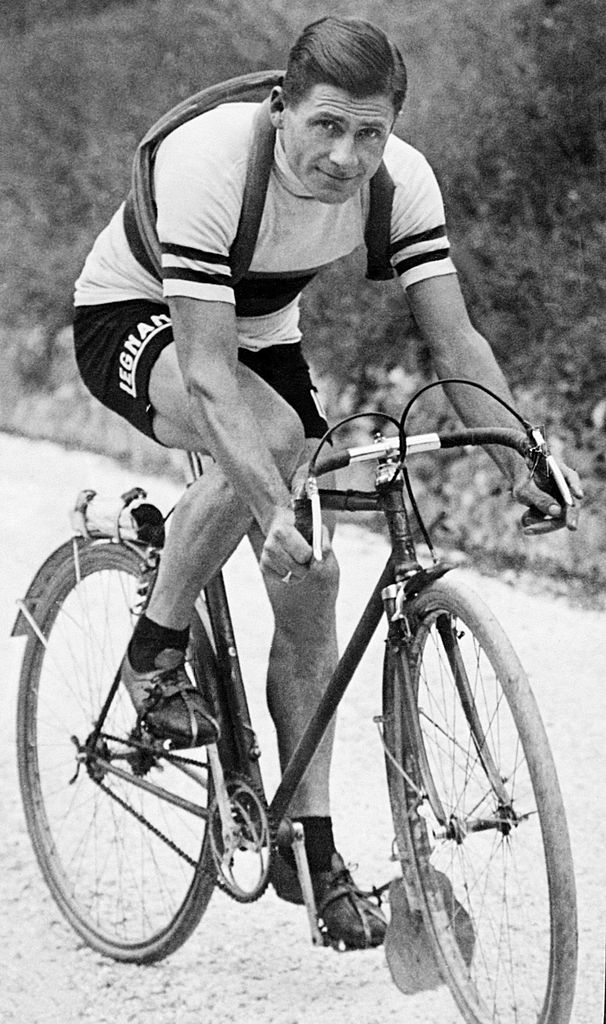
Alfredo Binda

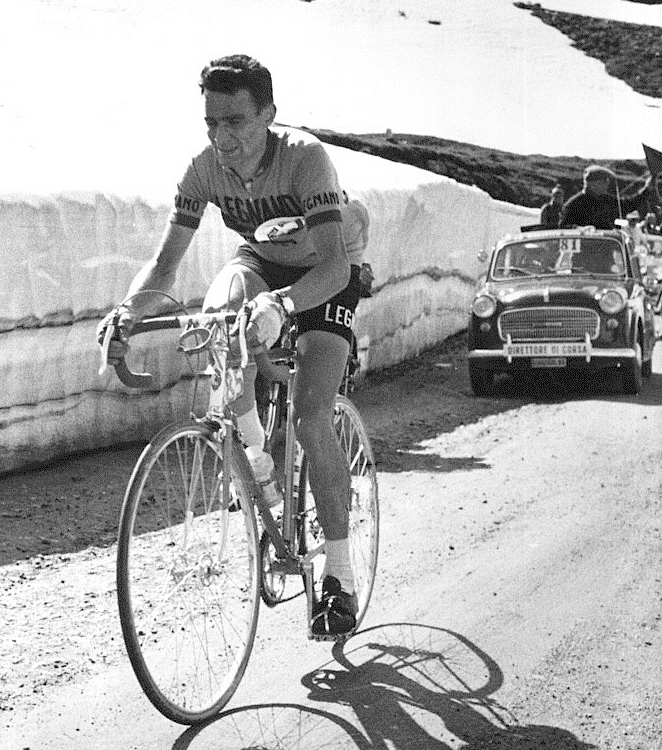
Imerio Massignan

L'equip Legnano va ser un equip ciclista italià, de ciclisme en ruta que va competir entre 1906 i 1966.
Sorgit a partir de la fàbrica de bicicles del mateix nom, l'equip al llarg de la seva història va aconseguir nombrosos èxits entre els quals hi ha catorze Giros d'Itàlia i nombroses clàssiques. Entre els seus ciclistes, destaquen noms com Alfredo Binda, Learco Guerra, Gino Bartali, Fausto Coppi i la direcció d'Eberardo Pavesi.

## Principals resultats
- Milà-Sanremo: Giovanni Brunero (1922), Pietro Linari (1924), Alfredo Binda (1929, 1931), Gino Bartali (1939, 1940), Pierino Favalli (1941), Gino Bartali (1947)
- Volta a Llombardia: Giovanni Brunero (1923, 1924), Alfredo Binda (1925, 1926, 1927, 1931), Gino Bartali (1936, 1939, 1940), Mario Ricci (1941, 1945), Giuseppe Minardi (1952)

### A les grans voltes
- Giro d'Itàlia
  - 46 participacions (1909, 1910, 1911, 1912, 1913, 1919, 1920, 1921, 1922, 1923, 1925, 1926, 1927, 1928, 1929, 1930, 1931, 1932, 1933, 1934, 1935, 1936, 1937, 1939, 1940, 1946, 1947, 1948, 1949, 1950, 1951, 1952, 1953, 1954, 1955, 1956, 1957, 1958, 1959, 1960, 1961, 1962, 1963, 1964, 1965, 1966)
  - 135 victòries d'etapa:
    - 3 el 1910: Ernesto Azzini, Jean-Baptiste Dortignacq, Pierino Albini
    - 1 el 1911: Vincenzo Borgarello
    - 4 el 1912: Vincenzo Borgarello (3), Ernesto Azzini
    - 3 el 1913: Eberardo Pavesi (2), Clemente Canepari
    - 1 el 1920: Giuseppe Olivieri
    - 1 el 1921: Giovanni Brunero
    - 8 el 1922: Giovanni Brunero (3), Alfredo Sivocci, Bartolomeo Aimo (2), Pietro Linari, Luigi Annoni
    - 1 el 1923: Alfredo Sivocci
    - 3 el 1925: Alfredo Binda, Giovanni Brunero, Pietro Linari
    - 7 el 1926: Alfredo Binda (6), Giovanni Brunero
    - 13 el 1927: Alfredo Binda (12), Giovanni Brunero
    - 6 el 1928: Alfredo Binda (6)
    - 12 el 1929: Alfredo Binda (8), Mario Bianchi (2), Alfredo Dinale (2)
    - 4 el 1930: Leonida Frascarelli (2), Luigi Marchisio (2)
    - 2 el 1931: Alfredo Binda (2)
    - 1 el 1932: Remo Bertoni
    - 6 el 1933: Alfredo Binda (6)
    - 1 el 1934: Fabio Battesini
    - 4 el 1936: Gino Bartali (3), Fabio Battesini
    - 6 el 1937: Gino Bartali (4), Raffaele Di Paco, Learco Guerra
    - 4 el 1939: Gino Bartali (4)
    - 4 el 1940: Fausto Coppi, Pierino Favalli, Gino Bartali (2)
    - 3 el 1946: Aldo Bini, Mario Ricci, Renzo Zanazzi
    - 3 el 1947: Gino Bartali (2), Mario Ricci
    - 3 el 1948: Adolfo Leoni (2), Mario Ricci
    - 4 el 1949: Adolfo Leoni (3), Vincenzo Rossello
    - 1 el 1950: Adolfo Leoni
    - 3 el 1951: Adolfo Leoni, Luciano Frosini, Giuseppe Minardi
    - 5 el 1952: Rino Benedetti, Giorgio Albani (2), Giuseppe Minardi, Nino Defilippis
    - 2 el 1953: Giorgio Albani, Giuseppe Minardi
    - 2 el 1954: Giorgio Albani, Giuseppe Minardi
    - 3 el 1955: Vincenzo Zucconelli, Giorgio Albani, Giuseppe Minardi
    - 2 el 1956: Giorgio Albani (2)
    - 1 el 1957: Ercole Baldini
    - 4 el 1958: Ercole Baldini (4)
    - 1 el 1962: Graziano Battistini
    - 2 el 1963: Adriano Durante, Marino Vigna
    - 1 el 1964: Raffaele Marcoli

  - 14 classificació finals:
    - Giovanni Brunero (1921, 1922, 1926)
    - Alfredo Binda (1925, 1927, 1928, 1929, 1933)
    - Luigi Marchisio (1930)
    - Gino Bartali (1936, 1937, 1946)
    - Fausto Coppi (1940)
    - Ercole Baldini (1958)

  - 21 classificacions secundàries:
    - Gran Premi de la muntanya: Alfredo Binda (1933), Remo Bertoni (1934), Gino Bartali (1936, 1937, 1939, 1940, 1946, 1947)
    - Classificació per equips: (1922, 1923, 1925, 1926, 1927, 1928, 1929, 1931, 1932, 1933, 1936, 1946, 1957)

- Tour de França
  - 1 participacions (1962)
  - 0 victòries d'etapa:
  - 0 classificació finals:
  - 0 classificacions secundàries:

- Volta a Espanya
  - 0 participacions
  - 0 victòries d'etapa:
  - 0 classificació finals:
  - 0 classificacions secundàries: